# Atheta aeneicollis
Atheta aeneicollis är en skalbaggsart som först beskrevs av Sharp 1869.  Atheta aeneicollis ingår i släktet Atheta, och familjen kortvingar. Arten är reproducerande i Sverige.